# Барисан од Ибелина
Барисан од Ибелина (умро 1150. године) је један од најзначајнијих крсташа 12. века, оснивач куће Ибелина. Познат је и под називима Балијан Старији или Балијан I.

## Биографија
О Барисановом животу се ништа засигурно не зна до 1115. године када се, под Игом I од Јафе, појавио као управник Јафе. Био је присутан на Концилу у Наблусу где су проглашени први закони Јерусалимске краљевине (1120. година). Исте године се оженио Хелвисом од Рамле, ћерком краља Балдуина I. Када се Иго II од Јафе 1134. године побунио против краља Фулка, Барисан је стао на Фулкову страну. Као награду за лојалност, Фулк му је доделио дворац у Ибелину. Године 1148. наследио је Рамлу преко своје супруге. Исте године био је присутан на сабору у Акри сазваног након доласка европских крсташа из Другог крсташког рата. Тамо је одлучено да крсташи нападну Дамаск. Барисан је умро 1150. године, а наследио га је син Иго од Ибелина.